# Zélos
Dans la mythologie grecque, Zélos (en grec ancien Ζῆλος / Zễlos) est une divinité personnifiant le Zèle, l'Ardeur, l'Émulation ou la Rivalité comme son nom l'indique. Fils du Titan Pallas et de Styx, il est le frère de Niké (la Victoire), Kratos (la Puissance) et Bia (la Force), avec qui il fait partie des proches de Zeus.
Selon Irénée, les gnostiques croyaient que le premier ange et Authadia avaient conçu les enfants Kakia (méchanceté), Zélos (émulation), Phtonos (envie), Érinnys (fureur) et Épithymia (luxure).

## Sources
- Pseudo-Apollodore, Bibliothèque [détail des éditions] [lire en ligne] (I, 2, 5).
- Hésiode, Théogonie [détail des éditions] [lire en ligne] (v. 384).